# Carl Sternheim

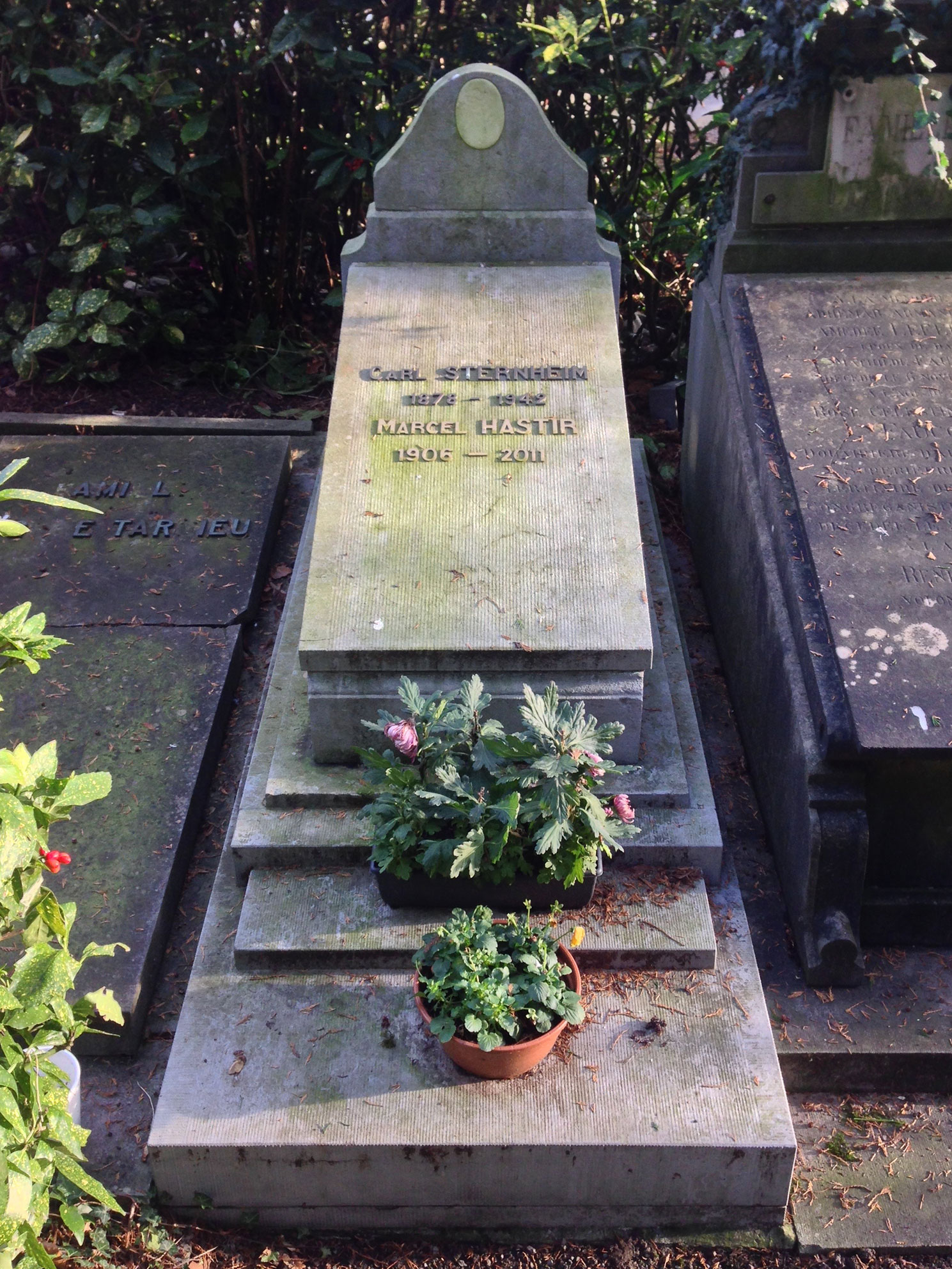

Carl Sternheim (ur. 1 kwietnia 1878 r. w Lipsku, zm. 3 listopada 1942 r. w Brukseli) – niemiecki dramaturg i autor opowiadań.

## Dzieła (wybór)
- Cykl Aus dem bürgerlichen Heldenleben (1911-1922):
  - Die Hose
  - Der Snob
  - 1913
- Chronik von des zwanzigsten Jahrhunderts Beginn, 1918